# 県地区
県地区（あがたちく）は、三重県四日市市の地区の一つ。1954年に四日市市に編入された三重郡県村の村域にあたり、四日市市役所県地区市民センターの管轄区域である。

## 概要
市内西部で菰野町に隣接する。平尾町にメリノール女子学院中学校・高等学校が立地をしている。鉄道網がない地区で三重交通などバスや自動車が唯一の交通網である。
赤水学校＋垣内学校＋三滝学校の3つの学校が合併して研精学校が創立された。その後の県小学校が創立された。

## 地理

### 面積
面積は11.25 km2

### 地域
- 県村が成立する以前の農村部の地区に以下の7地区がある。[注釈 1]

1. 北野町（旧北野村）
2. 江村町（旧江村）
3. 黒田町（旧黒田村）
4. 平尾町（旧平尾村）
5. 赤水町（旧赤水村）
6. 上海老町（旧上海老原村）
7. 下海老町（旧下海老原村）

旧三重郡県村時代から農村部の7地区以外に新興住宅団地のあがたが丘団地もあるが、多くは農業地区であり、地区内でナシ栽培などが盛んに行われている。

## 歴史

### 沿革
- 1889年（明治22年）に、北野村・江村・黒田村・平尾村・赤水村・上海老原村・下海老原村の7か村が合併して三重郡県村が成立した。県は漢字では縣村とも表記された。
- 1954年（昭和29年）の昭和の大合併で四日市市に編入された。